# 老賴茶棧
老賴茶棧（英語：Like Tea Shop），公司全名為老賴國際有限公司。是一個起源於臺灣台中市第二市場的連鎖手搖飲料店品牌。成立於1980年，創辦人為水果商賴成模。
目前在台灣擁有104間門市。
1997年歷經二代接班，維持僅有一間店面的經營模式，延續古早味，直至2017年，老賴茶棧第三代賴婉玉、賴振斌姊弟傳承家業，將品牌創新再造。包含Logo、杯子、店面裝潢皆全面改造。
2019年正式成立老賴國際茶棧公司，以規模化方向將傳統品牌年輕化，打造企業識別，並北上參加加盟展，首度開放加盟店，第一年展店40間，直至2023年，在全國已有104間分店。
全台共有兩間老賴茶棧直營門市，分別位於台中市及新北市：台中中華直營門市：台中市中區中華路一段84號；新北三重直營門市：新北市三重區五華街110-1號1樓
老賴的招牌紅茶，與特定茶園合作長達40年，是全台唯一調配的獨家秘方，並一直配合至今，除此外，即使已開立百家店面，豆漿仍由每家分店研磨自製，從選豆、浸泡、研磨、煮沸，維持一貫古早味手法。第三代更將台灣茶葉跨足海外市場，讓老賴茶棧逾五年內從小小一間店面，創造年收破億佳績。

## 外部連結
- 老賴茶棧官網 （页面存档备份，存于）
- 台灣公司資料 （页面存档备份，存于）
- 老賴茶棧的Facebook專頁